# Национальный комитет Эстонии

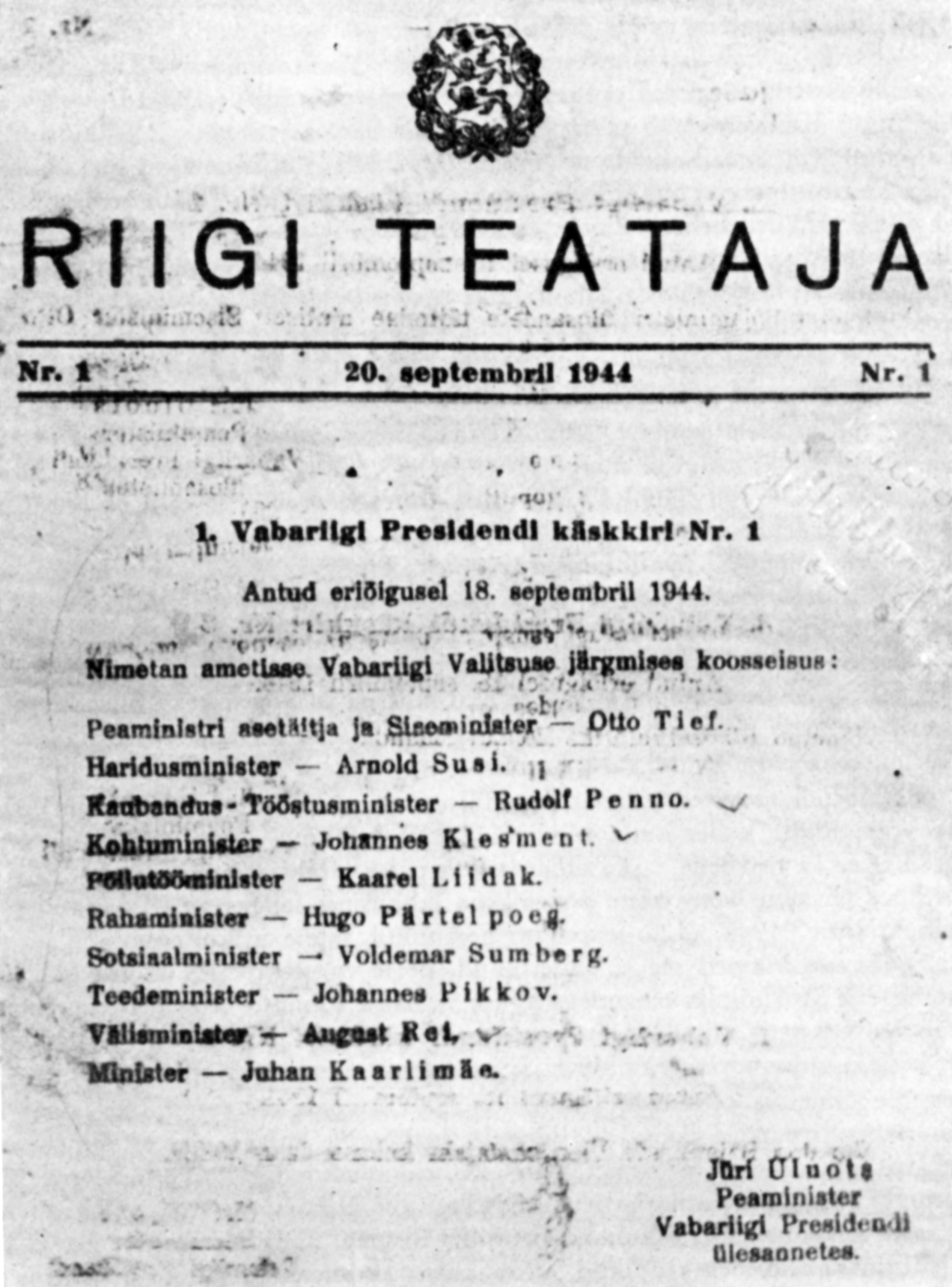
Состав правительства Эстонии во главе с Отто Тийфом утверждённого 18 сентября 1944 года был опубликован в официальном издании правительства Riigi Teataja

Национальный комитет Эстонской Республики (эст. Eesti Vabariigi Rahvuskomitee (EVR)) — предпарламент, возникший в оккупированной вермахтом Эстонии в конце Второй мировой войны[1]. Комитет был создан политиками, представлявшими существовавшие в довоенной Эстонской Республике партии, в том числе отстраненный от власти советскими войсками в 1940 году премьер-министр Юри Улуотс, ставший и. о. Президента Эстонии в изгнании после ареста советскими властями Президента Эстонии Константина Пятса.[2] Последним актом Национального комитета Эстонии было создание Правительства Отто Тийфа[2][3][4].

## История
С момента возникновения Национальный комитет поддержали многие политики из числа находившихся в то время в Эстонии, включая представителей как про-правительственного, так и оппозиционного крыла политической элиты второй половины 1930-х годов. Целью комитета было восстановление независимости Эстонии на основании принципа правопреемственности Эстонской Республики.
Первое заседание комитета состоялось 14 февраля 1944 года, второе — 23 марта того же года. Председателем правления был избран Каарел Лийдак (Лийдеман), членами — Эрнст Кулль, Оскар Мянд, Оскар Густавсон, Юхан Рейго и Юхан Каарлимяэ. В марте 1944 года оккупационная администрация Х. Мяэ — К. Лицмана признала EVR поскольку EVR согласился поддержать мобилизацию жителей Эстонии в немецкую армию. Деятельность EVR была заметно ослаблена арестом в апреле 1944 года немецкой полицией безопасности многих членов комитета и вынужденным уходом в подполье оставшихся на свободе. В июле Национальный комитет возобновил свою деятельность. В члены Комитета был кооптирован Отто Тийф, который в условиях подполья стал контактным лицом между EVR и Юри Улуотсом.
1 августа Национальный Комитет провозгласил себя носителем высшей государственной власти в Эстонии. Комитет опубликовал декларацию так определив свои задачи: 

…осуществление государственной власти до вступления в Эстонии в действие конституционных органов, а особенно организация защиты Эстонского государства и народа.— Призыв Национального комитета Эстонской Республики от 1 августа 1944 г. Эстоника. Институт Эстонии.

## Правительство Отто Тийфа
18 августа назначенный Комитетом временным президентом Юри Улуотс приступил к формированию национального правительства во главе с Отто Тийфом, который к этому времени был избран руководителем Национального комитета. На следующий день, 19 августа, Юри Улуотс вышел в эфир с призывом приложить все силы для борьбы с наступающими войсками Красной Армии и вступать в германские коллаборационистские формирования. 25 августа на заседании Комитета Юри Улуотс огласил состав предлагаемого им правительства и те из его членов, кто ещё не входил в состав EVR, были туда кооптированы. После решения немцев вывести войска из Эстонии, Улуотс 18 сентября 1944 года утвердил правительство во главе с Отто Тийфом. 21 сентября на башне «Длинный Герман» в Таллине рядом с германским военным флагом (нем. die Reichskriegsflagge) был торжественно поднят меньший по размеру сине-чёрно-белый флаг Эстонии.
После вступления правительства Отто Тийфа в должность 20 сентября 1944 года Национальный комитет Эстонской Республики прекратил свою деятельность.
Одним из первых шагов правительства Тийфа было провозглашение нейтралитета в войне. За короткий срок своего существования правительство Отто Тийфа успело издать два номера «Государственного Вестника».
Правительство Отто Тийфа просуществовало два дня в период между отступлением германских войск из Таллина и его занятием советскими войсками. 

21 сентября большинство членов правительства Тийфа покинули Таллинн. Здесь остался только Отто Тийф и несколько его коллег, которые уехали из Таллинна утром 22 сентября, непосредственно перед вторжением красноармейских танковых частей.
22 сентября части РККА атаковали Таллин. Заняв город, Красная Армия сняла сине-черно-белый флаг с башни «Длинного Германа» и вместо него был поднят флаг СССР. 7 членов правительства Тийфа, включая его самого были арестованы НКВД, Майде был приговорён к расстрелу, Тийф получил 10 лет лишения свободы, Сузи и Пяртельпоэг — 8 лет, Сумберг, Пикков и Каарлимяэ — 5 лет лишения свободы, все приговорённые к лагерям были лишены гражданских прав на 5 лет после отбытия срока заключения.
В современной эстонской историографии правительство Отто Тийфа рассматривается как законное правительство Эстонии.

## Состав правительства Отто Тийфа
18 сентября 1944 года исполняющий обязанности Президента Республики и премьер-министр Юри Улуотс назначил правительство под руководством заместителя премьер-министра Отто Тийфа в составе:
- Отто Тийф — исполняющий обязанности премьер-министра и министр внутренних дел
- Йохан Хольберг — военный министр, позже был выведен из состава правительства[10]
- Хуго Пяртельпоэг — министр финансов
- Йоханнес Пикков — министр путей сообщения
- Рудольф Пенно — министр торговли и промышленности
- Аугуст Рей — министр иностранных дел
- Юхан Каарлимяэ — министр без портфеля
- Арнольд Сузи — министр образования
- Каарел Лийдак — министр сельского хозяйства
- Вольдемар Сумберг — министр социальных дел
- Йоханнес Клесмент — министр юстиции

Также в состав правительства вошли:
- Оскар Густавсон — государственный контролёр
- Хельмут Маанди[12] — государственный секретарь
- Эндель Инглист — заместитель госсекретаря
- Яан Майде — Главнокомандующий Вооруженными Силами
- Рихард Эвел — канцлер юстиции
- Юхан Рейго — начальник внутренней охраны